# Edmund Barton
Edmund Barton (18. januar 1849 - 7. januar 1920) var en australsk politiker og dommer, som blev Australiens første premierminister.
Han var en af grundlæggerne af højesteretten i Australien. Han sad som Australiens første premierminister fra 1. januar 1901 til 24. september 1903. Han blev efterfulgt i embedet af Alfred Deakin som sad frem til 1904. Barton blev født i forstaden Glebe, som det niende barn til aktiemægleren William Barton og hans kone Mary Louise Barton. Han studerede ved Universitetet i Sydney, hvor han blandt andet udmærkede sig i roning og særlig cricket som var hans store lidenskab. Barton begyndte som advokat i 1871. Ved en cricket-turnering i Newcastle i New South Wales i 1870 mødte han Jane Mason Ross, som han giftede sig året efter i 1877, parret fik sammen seks børn. Barton døde i 1920, 71 år gammel.